# Município de Osnaburg (condado de Stark, Ohio)
O município de Osnaburg (em inglês: Osnaburg Township) é um município localizado no condado de Stark no estado estadounidense de Ohio. No ano de 2010 tinha uma população de 5.616 habitantes e uma densidade populacional de 60,45 pessoas por km².

## Geografia
O município de Osnaburg encontra-se localizado nas coordenadas 40° 46′ 20″ N, 81° 15′ 27″ O. Segundo a Departamento do Censo dos Estados Unidos, o município tem uma superfície total de 92.91 km², da qual 92,89 km² correspondem a terra firme e (0,01 %) 0,01 km² é água.

## Demografia
Segundo o censo de 2010, tinha 5.616 habitantes residindo no município de Osnaburg. A densidade populacional era de 60,45 hab./km². Dos 5.616 habitantes, o município de Osnaburg estava composto pelo 95,32 % brancos, o 2,33 % eram afroamericanos, o 0,37 % eram amerindios, o 0,05 % eram asiáticos, o 0,34 % eram de outras raças e o 1,58 % eram de uma mistura de raças. Do total da população o 1 % eram hispanos ou latinos de qualquer raça.